# Angelos-Tzanis Andreoglou
Angelos-Tzanis Andreoglou (griechisch Άγγελος-Τζανής Ανδρέογλου, * 7. Juli 1999) ist ein griechischer Leichtathlet, der sich auf den Zehnkampf spezialisiert hat.

## Sportliche Laufbahn
Erste Erfahrungen bei internationalen Meisterschaften sammelte Angelos-Tzanis Andreoglou im Jahr 2018, als er bei den U20-Balkan-Meisterschaften in Istanbul mit 6823 Punkten die Silbermedaille im Zehnkampf gewann. 2021 gelangte er bei den U23-Europameisterschaften in Tallinn mit 6394 Punkten auf den 19. Platz und 2023 gewann er bei den Balkan-Meisterschaften in Kraljevo mit 7676 Punkten die Silbermedaille hinter dem Kroaten Fran Bonifačić. Im Jahr darauf siegte er mit 7926 Punkten bei den Balkan-Meisterschaften in Izmir. Kurz darauf wurde er bei den Europameisterschaften in Rom mit 7561 Punkten 18. Im Jahr darauf siegte er mit 7454 Punkten bei den Balkan-Meisterschaften in Volos.
In den Jahren 2020 und 2023 wurde Andreoglou griechischer Meister im Zehnkampf sowie 2017 und von 2021 bis 2024 Hallenmeister im Siebenkampf.

## Persönliche Bestleistungen
- Zehnkampf: 7926 Punkte, 26. Mai 2024 in Izmir
  - Siebenkampf (Halle): 5723 Punkte, 18. Februar 2024 in Piräus